# 巴尔喀什湖
巴爾喀什湖（羅馬化：Balqaş kölı，羅馬化：ózero Balkhásh），中國唐代稱爲夷播海或得嶷海，是位於中亚東部的一个内流湖，屬於哈薩克斯坦共和國的内湖。
巴爾喀什湖面積16,996平方公里，是世界上第十三大湖泊，東西長而南北窄，東西長約605公里，南北寬約8至70公里，整个湖被中部的半島分成东西两个部分，而半島以北的湖峽只寬約3500米，略略把湖分成東西兩部分。巴尔喀什湖流域流入七条河流，伊犁河是其中主要的一条，流域内多数河岸带由其形成。其它河流如卡拉塔爾河则形成地下径流。伊犁河的河水水主要靠降水（春季的大量雪山融水）补给。
就像咸海一样，巴尔喀什湖也因为其流入的河流修建了分水水渠，流入的水量减少而渐渐萎缩。

## 名称和历史
现在湖的名称“巴尔喀什”（ ）源自哈萨克语，意为“沼泽地中的草丛”。
清朝吞并准噶尔後，巴爾喀什湖曾經是中國和哈萨克的邊界。俄羅斯征服哈萨克草原後继续向东南推进，《中俄勘分西北界約記》簽訂後，巴爾喀什湖全境同外西北納入俄國，蘇聯解體後歸哈薩克斯坦管轄。

## 特色
巴爾喀什湖是世界上極少數有鹹淡湖水分別佔半的湖。因為湖東西兩部分有湖峽水道相連，所以在定義上是一個湖。
|  | 图中数字代表较大的半岛、岛屿和海湾： 1. 萨雷耶西克半岛（Saryesik peninsula，سارىەسك تۇبەگى）,湖泊东西部的分界 2. 巴加比尔半岛（بايعابىل تۇبەگى） 3. 巴莱半岛（Balai Peninsula，بالاي تۇبەگى） 4. 肖卡尔半岛（Shaukar Peninsula，شاۋقار تۇبەگى） 5. 肯托贝克半岛（Kentubek Peninsula，كوكتوبە تۇبەگى） 6. 巴莎阮岛和沃尔塔亚瑞岛（Islands Basaran and Ortaaral） 7. 塔斯亚瑞岛（Tasaral Island，تاسارال） 8. 申佩克湾（Shempek Bay） 9. 萨里莎甘湾（Saryshagan Bay） |

巴爾喀什湖是一個典型的內陸湖，大陸性氣候令湖面蒸發大量湖水。萨雷耶西克半岛（上图的数字1所示）把巴尔喀什湖分为东西两部分,由一条狭窄的水道乌泽纳拉尔（宽约3.5公里）连接。湖的西半部分为淡水，而另一半则含盐度较高。
湖的西半部分廣闊而水淺，寬度約27公里至74公里，但水深不超過11米。由伊犁河从高山冰原流入淡水（鹽度只有1.48‰），由於淡水供應量充足，令西半部分有足夠淡水補給，成為淡水湖泊，但湖底还有一个咸水层。湖中盛产伊犁弓鱼、巴尔喀什弓鱼（即银色弓鱼）等。湖边大片苇丛中，有成群的鸥、野鸭、鸬鹚、天鹅等。周围陆地上有野猪、狼、狐狸等。
湖的東半部分水色較西部分混濁，寬度約10公里至20公里，水深約25米，鹽度（10.4‰）較高。可是，東半部分只有幾條小河即卡拉塔爾河、哈萨克阿克蘇河、列普瑟河、阿亞古茲河（這裡是哈薩克汗阿布賚見滿人的地方，仅洪水季节才有淡水流入巴尔喀什湖）等將河水注入，大蒸發量加上少淡水補充，令湖東半部分的鹽分漸漸提高。
再加上湖中部的湖峽妨礙兩邊的鹹淡湖水交流，故形成獨有的鹹淡分湖的情況。

## 目前境況
隨著中亞地區和新疆的工業和農業和城市化發展，中亞地區的用水量日增。包括鹹海和巴爾喀什湖都嚴重受到「滅湖」的威脅。巴爾喀什湖湖水受到哈薩克斯坦的工業嚴重污染。